# Spoorhaven (Boskoop)
De Spoorhaven is een straat in de Zuid-Hollandse plaats Boskoop. De huizen langs deze straat zijn gebouwd in 1986.
De straat dankt haar naam aan de twee spoorweghavens die hier in de periode 1929-1934 werden aangelegd ten tijde van de bouw van de spoorlijn van Gouda via Waddinxveen en Boskoop naar Alphen aan den Rijn. Station Boskoop kreeg een emplacement voor goederentransport met havens, waarvan een op Gouwepeil en de ander op polderpeil lag. Deze havens lagen nabij de Otweg-wetering.